# Art Burns
Arthur « Art » Burns (né le 19 juillet 1954 à Washington) est un athlète américain, spécialiste du lancer du disque. 

## Biographie
Il se classe 5e Jeux olympiques de 1984 à Los Angeles et 8e des championnats du monde de 1983, à Helsinki.
Son record personnel au lancer du disque est de 71,18 m, établi le 19 juillet 1983 à San José.